# Station Vittel
Station Vittel is een spoorwegstation in de Franse gemeente Vittel.